# Hygrocybe psittacina
Hygrocybe psittacina (Schaeff.) P. Kumm., Führer Pilzk.: 112 (1871)

## Descrizione della specie

### Cappello
Di piccole dimensioni, 1–5 cm di diametro; campanulato convesso, poi più aperto e umbonato; generalmente verdognolo, poi giallo-verdastro, spesso con sfumature rosee presso l'umbone; striato al margine e spesso fessurato; ricoperto da uno strato viscoso verdastro.

### Lamelle
Annesse, larghe, ventricose; giallognole verso il margine, ma verdi vicino al cappello e con il taglio giallo.

### Gambo
Esile, fragile, cavo, vischioso, concolore al cappello; giallo-limone dalla parte alta fino ad oltre la metà, sfumato bianco al piede che tende al brunastro-scuro allo sfegamento, lungo 4–8 cm e spesso 3–6 mm.

### Carne
Bianca nel cappello e nel gambo, giallo-verde sotto la cuticola, fragile. Vira debolmente al verde.

### Spore
Ovoidali o subglobose, bianche in massa, 7,5-9 x 4,5-5,5 µm.

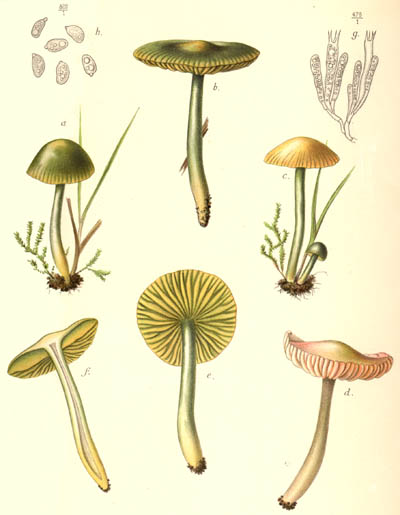
Illustrazione da Icones mycologicae (Boudier, 1909)

## Habitat
Cresce gregario in estate-autunno, sui tappeti erbosi ed umidi dei boschi, spesso ai bordi dei sentieri nei boschi.

## Commestibilità
Discreto commestibile

## Specie simili
Hygrocybe crocea (velenoso), molto simile ma dal cappello più opaco.

## Etimologia
Generedal greco hugrós = umido e kúbe = testa, testa umida per la vischiosità del cappello
Speciedal latino psittacus = pappagallo, per i suoi colori vivaci che ricordano quelli del pappagallo.

## Sinonimi e binomi obsoleti
- Agaricus psittacinus Schaeff., Fungorum qui in Bavaria et Palatinatu circa Ratisbonam nascuntur 4: 70 (1774)
- Gliophorus psittacinus (Schaeff.) Herink, Sborník severočeského Musea, Historia Naturalis 1: 82 (1958)
- Hygrophorus psittacinus (Schaeff.) Fr., Epicrisis systematis mycologici (Uppsala): 332 (1838)

## Filatelia

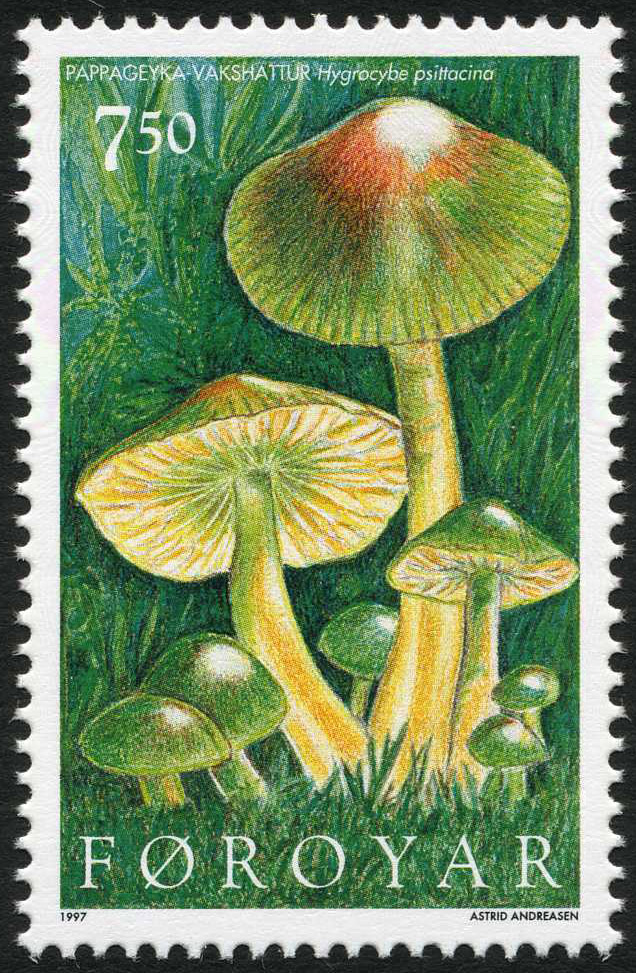
Isole Fær Øer
Hygrocybe psittacina (1997)

## Nomi comuni
- (DE)  Papageien-Saftling
- (FR)  Hygrophore perroquet